# Gnojowica
Gnojowica – płynna, przefermentowana mieszanina odchodów (kału i moczu) zwierząt gospodarskich i wody, ewentualnie z domieszką niewykorzystanych pasz, pochodząca z obór bezściółkowych.

## Zastosowanie
Gnojowica ma być gromadzona i przechowywana w zbiornikach zamkniętych. Jest stosowana jako nawóz naturalny.

## Skład
Ze względu na stopień rozcieńczenia wyróżnia się gnojowicę: 
- gęstą >8% suchej masy,
- rzadką <8% suchej masy.

Gnojowica mająca 10% suchej masy zawiera w % świeżej masy: 
- N – 0,38,
- P2O5 – 0,20,
- K2O – 0,41,
- CaO – 0,32,
- MgO – 0,09.

## Wpływ na środowisko
Gnojowica przesiąkająca do gruntu i wylewana w nieodpowiedni sposób stanowi zagrożenie dla środowiska przyrodniczego. Przepisy prawne Unii Europejskiej zezwalają na zastosowanie nawozów naturalnych (gnojowicy, gnojówki, obornika) w ilości nie przekraczającej 170 kg azotu (N) w czystym składniku na 1 hektar użytków rolnych.
Ustawa z dnia 10 lipca 2007 roku o nawozach i nawożeniu upoważnia ministra ds. środowiska do określenia wymagań stawianych budowlom służącym do magazynowania obornika, gnojowicy i gnojówki.